# Krasnoznamiensk (obwód moskiewski)
Krasnoznamiensk (ros. Краснознаменск) – miasto zamknięte w Rosji, w obwodzie moskiewskim, położone 41 km od Moskwy na federalnej drodze M1 „Białoruś”, 43 tys. mieszkańców (2020).
W mieście stacjonuje dowództwo i sztab 15 Armii Sił Powietrzno-Kosmicznych oraz Główne Kosmiczne Centrum Doświadczalne im. G.S. Titowa, wchodzące w skład tej armii.